# Heliophanus falcatus
Heliophanus falcatus là một loài nhện trong họ Salticidae.
Loài này thuộc chi Heliophanus. Heliophanus falcatus được Wanda Wesołowska miêu tả năm 1986.